# Géczy Barnabás (hegedűművész)
Géczy Barnabás (Németországban Barnabás von Géczy néven ismert) (Budapest, 1897. március 4. – München, 1971. július 2.) magyar származású német hegedűművész, karmester, az ötórai tea Paganinije.

## Élete
A budapesti Zeneművészeti akadémián Hubay Jenőtől tanult hegedülni. 1912-ben Baré Emil tanítványaként a Nemzeti Zenedében Goldmark Károly a-moll hegedűversenye I. tételét előadva játékát úgy jellemezte a kritika, hogy annyi érzéssel és oly biztonsággal játszotta, hogy igazán örömünk telik fejlődésében. Két évvel később Édouard Lalo Symphonie Espagnole-jával lépett fel, ahol meleg tónusát és már kiforrottabb játékát emelték ki. 1919-ben kinevezték a Magyar Állami Operaház koncertmesterének, azonban hamarosan szalonzenét játszott. Az 1920-as években Berlinben a Hotel Esplanade tánczenekarával lett ismert, itt kapta az ötórai tea Paganinije címet is. Számos európai országban játszott, és több hanglemeze is megjelent.
Géczy bár elsősorban mint szalonzenész szerzett magának hírnevet, több dzsesszfelvétel is maradt utána. A dzsesszzenével való ismerkedése még a németországi sikereket megelőző időszakban kezdődött, amikor skandináv kocsmákban még szaxofonon is játszott. Később, 1925 és 1938 között több jazzfelvétel is született, közülük a legfigyelemreméltóbbak 1928-29-ben, Kaschubek Erik és Herbert Jäger hangszerelésében. Később játszott Kaschubeken kívül Howard O. MacFarlane trombitással, Mike Danzi bendzsóssal is.
1944-ig a fasizálódás ellenére is Berlinben maradt, majd egy egy éves prágai kitérőt követően, a háború után Münchenbe költözött. Ott 1952-ben új zenekart hozott létre, ami a Luitpold kávéház házi zenekara lett.